# Tatiana Capote
Tatiana Capote Abdel (sinh ngày 15 tháng 8 năm 1962 tại Havana, Cuba) là một nữ diễn viên telenovela và là cựu nữ hoàng sắc đẹp người Venezuela gốc Cuba.

## Hoa hậu Thế giới
Cô lớn lên ở Caracas, Venezuela và trở thành đại diện chính thức của Venezuela tham dự cuộc thi Hoa hậu Thế giới năm 1979 được tổ chức tại London, Vương quốc Anh vào ngày 15 tháng 11 năm 1979.
Khi dự thi Hoa hậu Thế giới 1979, Capote đã bật ra khỏi bộ đồ bơi của cô trong buổi xem trước buổi đánh giá cuối cùng. Người tổ chức cuộc thi, Eric Morley, vội vàng điều chỉnh áo tắm của cô.

## Đóng phim
| Chỉ                  | Năm      | Kiểu                  | Vai trò          | Công ty sản xuất              |
| -------------------- | -------- | --------------------- | ---------------- | ----------------------------- |
| Corazón Valiente     | 2012     | Truyền hình nhiều tập | Ofelia Ramirez   | Telemundo                     |
| Hy sinh              | 2011     | Truyền hình nhiều tập | Lorena Camargo   | Định vị                       |
| Si me miran tus ojos | 2009     | Truyền hình nhiều tập | Amparito         | Định vị & Sony Pictures TV    |
| Mi Vida Eres Tu      | 2006     | Truyền hình nhiều tập | Tố Tố            | Định vị                       |
| El desprecio         | 2006     | Truyền hình nhiều tập | -                | RCTV                          |
| Soñar no Cuesta Nada | 2005     | Truyền hình nhiều tập | Matilde          | Định vị                       |
| Rebeca               | 2003     | Truyền hình nhiều tập | Marcela / Amanda | Định vị                       |
| La Revancha          | 2000     | Truyền hình nhiều tập | Sandra Castillo  | Định vị & Fonovideo           |
| Cuando Hay Pasion    | 1999     | Truyền hình nhiều tập | Flavia de Malave | Định vị                       |
| Destino de tees      | 1997     | Truyền hình nhiều tập | Giselda          | Định vị & Televisión Española |
| Llovizna             | 1997     | Truyền hình nhiều tập | -                | Định vị                       |
| La Mujer Prohibida   | 1991     | Truyền hình nhiều tập | Yarima           | Định vị & Televisión Española |
| La Revancha          | 1989     | Truyền hình nhiều tập | -                | Định vị                       |
| Maribel              | 1989     | Truyền hình nhiều tập | Maribel          | Định vị                       |
| Ái Nhĩ Lan           | 1985     | Truyền hình nhiều tập | -                | Định vị                       |
| Rebeca               | 1985     | Truyền hình nhiều tập | Rebeca           | Định vị                       |
| Adios Miami          | 1984     | Bộ phim               | -                | -                             |
| Reten de Catia       | 1984     | -                     | -                | -                             |
| Marisela             | 1984     | Truyền hình nhiều tập | Marisela         | Định vị                       |
| Marta y Javier       | 1983     | Truyền hình nhiều tập | Julia Martinez   | RCTV                          |
| Bienvenida Esperanza | 1983     | Truyền hình nhiều tập | Bến du thuyền    | RCTV                          |
| Kapricho SA          | 1982     | Truyền hình nhiều tập | -                | -                             |
| Bến du thuyền        | 1981     | Truyền hình nhiều tập | Dorada Alegria   | -                             |
| Natalia de 8 a 9     | 1980     | Truyền hình nhiều tập | -                | RCTV                          |
| Raquel               | Năm 1973 | Truyền hình nhiều tập | Gia Hân          | RCTV                          |
| La Doña              | Năm 1972 | Truyền hình nhiều tập | -                | RCTV                          |
| Barbara              | 1971     | Truyền hình nhiều tập | Elisita          | RCTV                          |